# Endstille
Gli Endstille sono una band black metal tedesca.
La band è stata fondata nel 2000 da L. Wachtfels (chitarra), Mayhemic Destructor (batteria), Iblis (voce) e Cruor (basso). Kiel. L. Wachtfels e Mayhemic Destructor avevano precedentemente suonato nei Tauthr, mentre Iblis e Cruor provenivano dagli Octoria. Essi descrivono la loro musica come
(Endstille)
Il testo fa riferimento, in larga misura, alle esperienze personali e alle opinioni dei membri della band. Nella sua auto-manifestazione, il gruppo si riferisce a delle note armi tedesche del periodo della seconda guerra mondiale. Questo, in aggiunta ai testi della band, è per molti critici l'indicazione di un'affinità di destra estremista all'interno della band. Gli Endstille hanno chiaramente preso le distanze da tali etichette, spiegando di non avere alcun simpatie per le idee di destra e dicendo che il black metal «è nel suo principio apolitico».
Nella primavera del 2006, gli Endstille intraprendono un tour europeo di grande successo con le band svedesi Dark Funeral e Naglfar e con, in apertura, la band finlandese death metal Amor.
Nel 2011 pubblicano Infektion 1813, un concept incentrato sul tema della capitolazione.

## Formazione

### Membri correnti
- Iblis: voce
- Mayhemic Destructor: batteria
- L. Wachtfels: chitarra
- Cruor: basso

## Discografia

### Album in studio

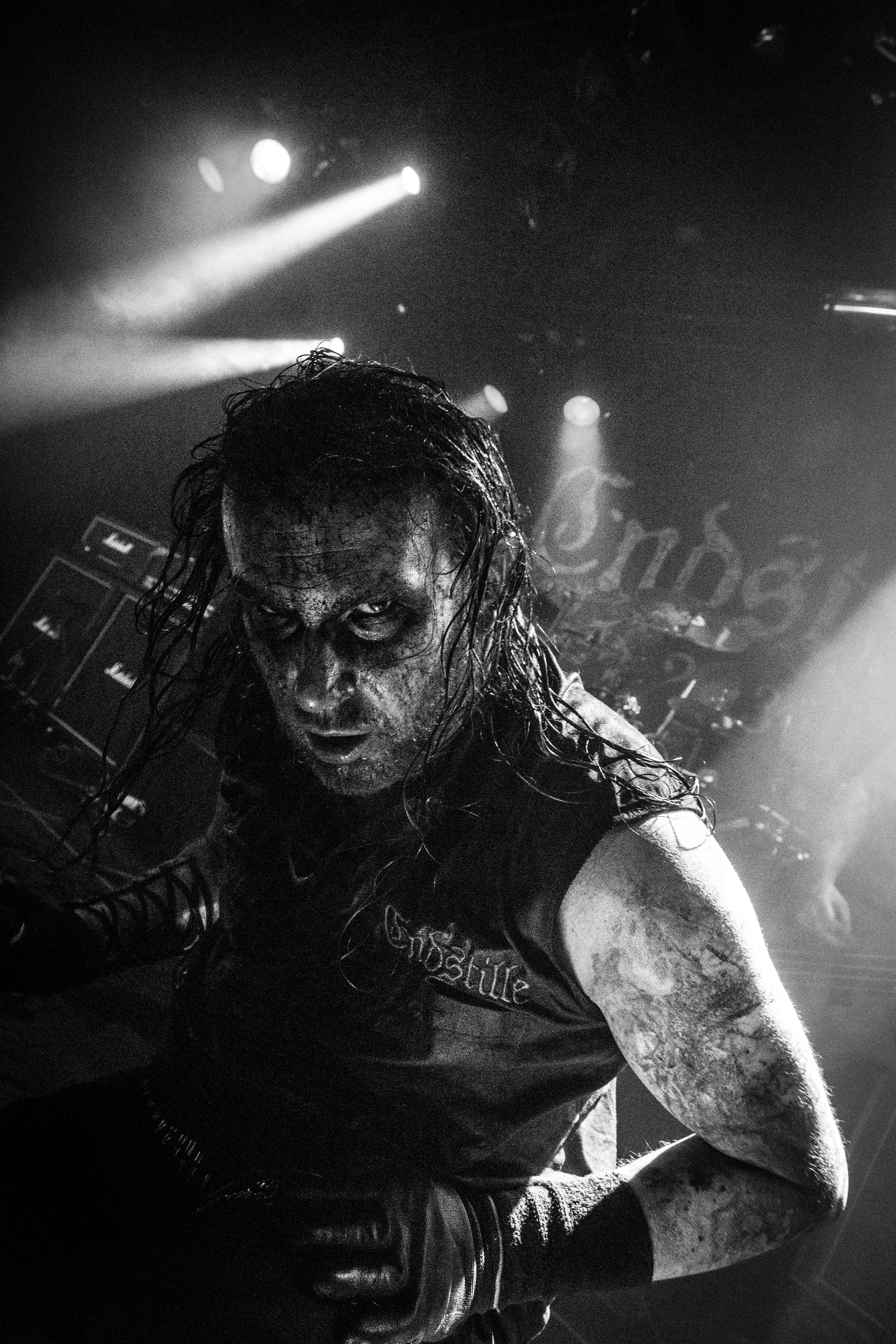
Zingultus all'Eindhoven Metal Meeting 2016

- 2002 - Operation Wintersturm
- 2003 - Frühlingserwachen
- 2004 - Dominanz
- 2005 - Navigator
- 2007 - Endstilles Reich
- 2009 - Verführer
- 2011 - Infektion 1813
- 2013 - Kapitulation 2013

### Demo
- 2001 - DEMOn

### Split
- 2006 - Lauschangriff...( con i Graupel)
- 2010 - Endstille / Kilt (con i Kilt)